# نیکولای پیروگوف
نیکالای ایواناویچ پیراگوف (انگلیسی: Nikolay Ivanovich Pirogov؛ ۲۵ نوامبر ۱۸۱۰ – ۵ دسامبر ۱۸۸۱) یک پزشک، دانشمند، معلم، شخصیت ملی و عضو آکادمی علوم (۱۸۴۷) اهل روسیه بود.

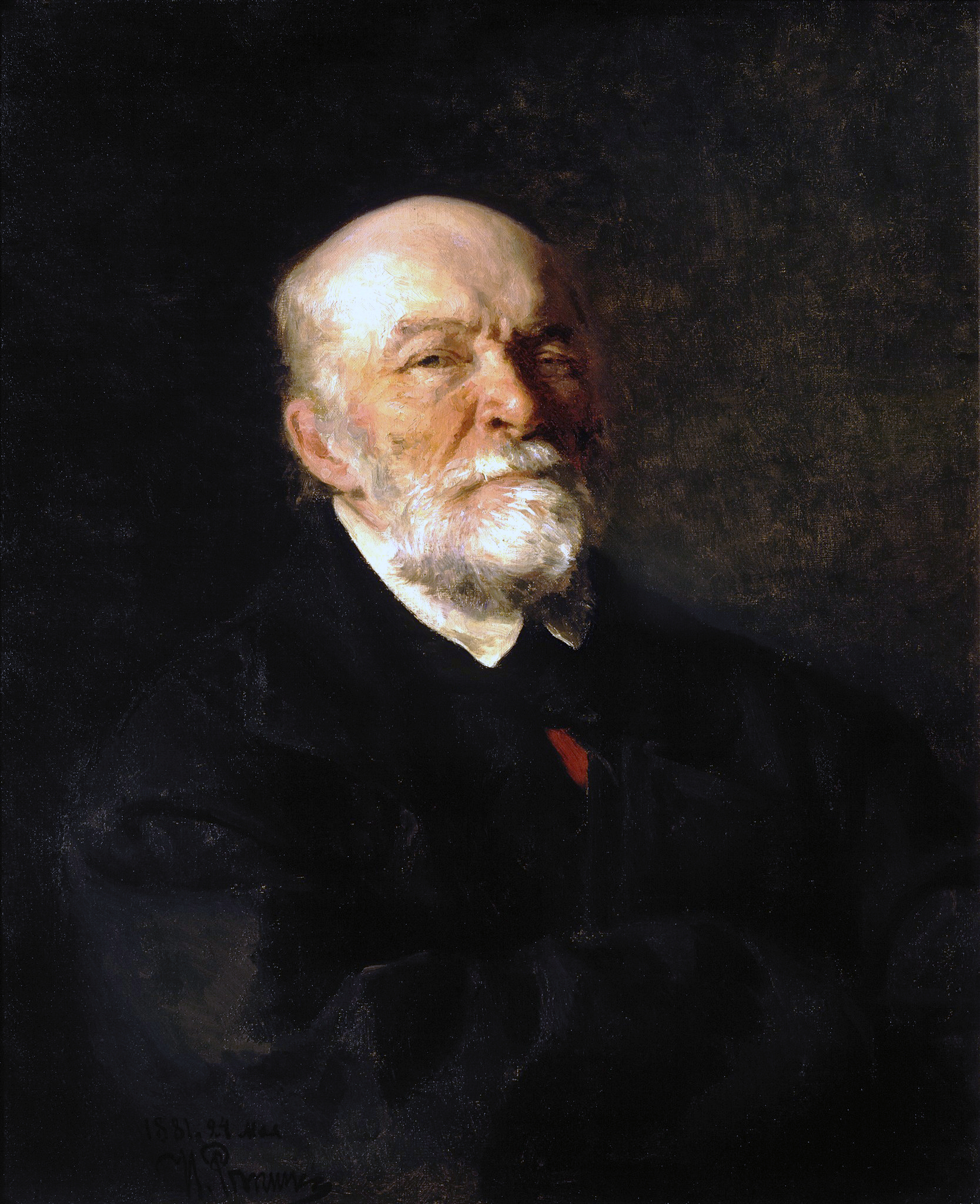
پرتره نیکولای پیروگوف اثر ایلیا رپین ۱۸۸۱

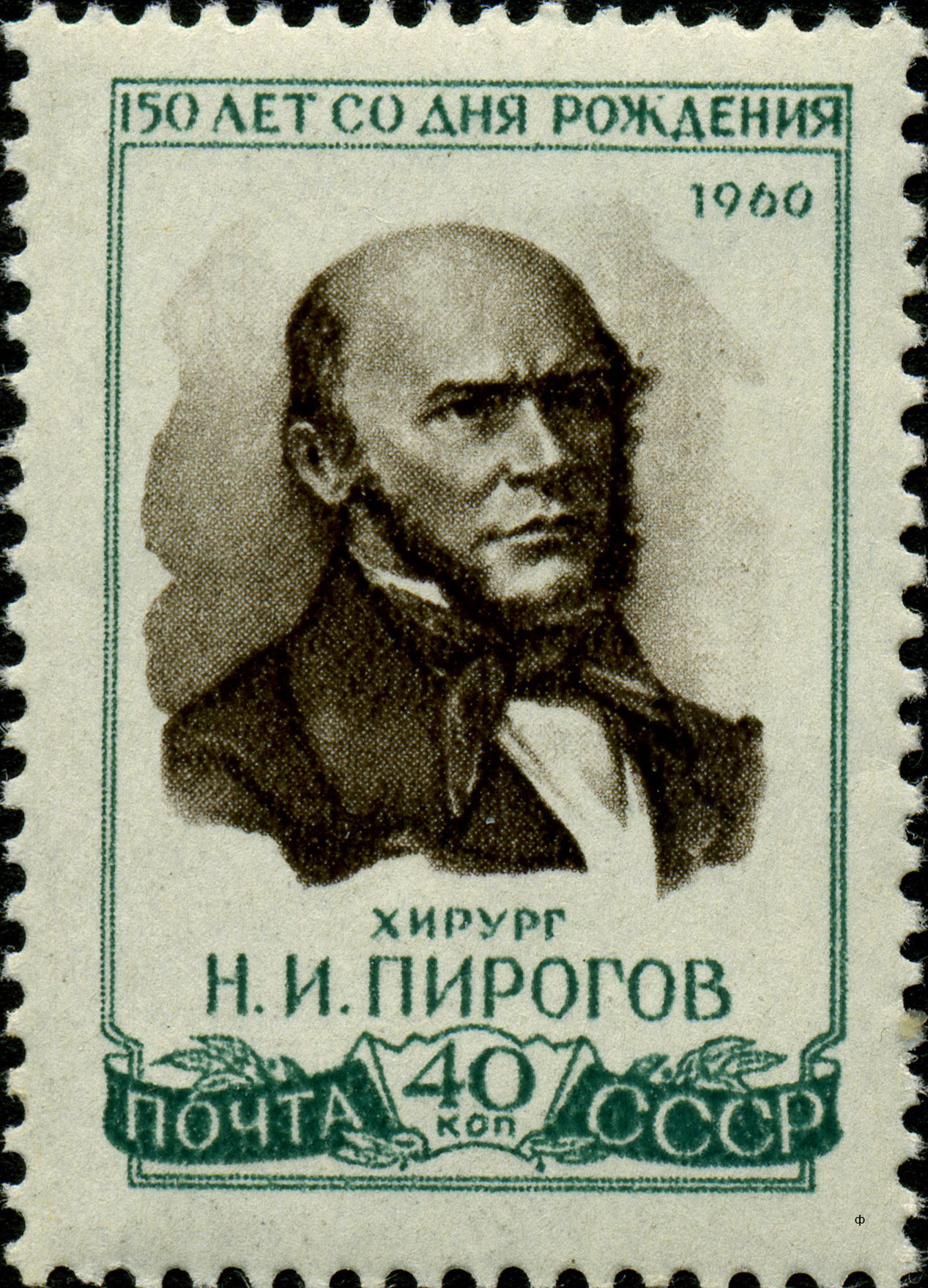
تمبر منتشر شده در اتحاد جماهیر شوروی در سال ۱۹۶۰ به مناسبت ۱۵۰مین سالگرد تولد نیکولای پیروگوف

او بنیان‌گذار پزشکی در میدان جنگ معروف به رشته جراحی شناخته می‌شود و یکی از اولین جراحان در اروپاست که از اتر به عنوان یک بی‌حس کننده موضعی استفاده کرده‌است. او اولین جراحی بود که به استفاده از بیهوشی در عمل جراحی پرداخت. (۱۸۴۷) همچنین انواع عمل‌های جراحی را ابداع کرد و روش خاص خودش را برای درمان استخوان شکسته با استفاده از قالب گچی ایجاد و توسعه داد. نیکولای پیروگوف به‌طور گسترده‌ای به عنوان یکی از مهم‌ترین پزشکان روس شناخته شده‌است.